# Hannah Tinti
Pour les articles homonymes, voir Tinti.
Œuvres principales
- Le Bon Larron

Hannah Tinti, née en 1973 à Boston dans le Massachusetts, est une romancière et nouvelliste américaine.

## Biographie
Originaire de Salem et issue d'un milieu très catholique, Hannah Tinti débute avec des études de biologie. Elle se lance sa carrière littéraire avec son recueil Bête à croquer en 2005; qui est vivement inspiré par l'affaire des sorcières, en particulier pour l'aspect animal que l'on prête à ces femmes jugées pour sorcellerie. Elle publie son premier roman, Le Bon Larron (The Good Thief en anglais), en 2009.
Hannah Tinti anime des séminaires de création littéraire dans divers établissement universitaire : l'Université d'Etat de Géorgie, l'Université George Mason, New York University's Graduate Creative Writing Program, l'Université Columbia à New York, au Museum of Natural History de New York City.
Elle est la rédactrice en chef de la revue littéraire One Story

## Publications

### Romans
- Le Bon Larron, Gallimard, 2009 ((en) The Good Thief, Dial Press, 2008), trad. Mona de Pracontal, 384 p.  (ISBN 978-2-070-70540-5)
- Les Douze Balles dans la peau de Samuel Hawley, Gallimard, 2017 ((en) The Twelve Lives of Samuel Hawley, Dial Press, 2017), trad. Mona de Pracontal, 448 p.  (ISBN 978-2-070-19737-8)

### Recueil de nouvelles
- Bête à croquer, Gallimard, 2005 ((en) Animal Crackers, Dial Press, 2004), trad. Claire Céra, 204 p.  (ISBN 978-2-070-70584-9)

## Prix et distinctions
- 2009 : lauréate du Pen Litterary Award[5],
- 2009 : lauréate du prix Alex décerné par l'American Library Association[6]
- 2017 : nomination pour le prix Edgar-Allan-Poe du meilleur roman pour The Twelve Lives of Samuel Hawley[7]

### Articles
- Léonard Billot, Les Douze Balles dans la peau de Samuel Hawley” d’Hannah Tinti : les états violents d’Amérique, Les Inrockuptibles, 2017.
- Pete Hamill, A Heroine Comes of Age With Her Pistol-Packing Father, New York Times, 2017.
- Joe Flasser, When Writing Is Actually About Waiting, The Atlantic, 2017,
- Lucy Feldman, Review: In 'The Twelve Lives' of Samuel Hawley,' Hercules Wields a Shotgun, Magazine Time, 2017